# Bernhard August Gärtner
Bernhard August Gärtner (* 28. Oktober 1719 in Kassel; † 28. Juni 1793 in Marburg) war ein deutscher Verwaltungsjurist und Regierungsbeamter.

## Leben
Gärtner besuchte zunächst die Kasseler Stadtschule, später das Gymnasium des Waisenhauses in Halle (Saale). Er studierte an nicht weiter bekannten Hochschulen Rechtswissenschaften und wirkte anschließend von 1741 bis 1754 als Advokat an den Unter- und Obergerichten in Kassel. Zudem war er seit 19. Dezember 1751 zugleich Skabinus beim Stadtgericht in Kassel. Im Februar 1754 wurde er Sekretär bei der Regierung und beim Konsistorium in Kassel.
Gärtner wurde am 28. November 1755 Advokatus fisci, ein Staatsanwalt in Finanzsachen, des Oberfürstentums in Marburg. In diesem Zug erhielt er den Rang eines Regierungsrates. Am 5. Juli 1759 wurde er außerdem wirklicher Regierungsrat für Regierungs- und Konsistorialsachen und wirkte als solcher an den Sitzungen des Konsistoriums und der Regierung mit. Da er in dieser Zeit mit den Kriegsangelegenheiten betraut war, wurde er im Siebenjährigen Krieg von den Franzosen als Geisel nach Straßburg verschleppt. Hier musste er fast ein Jahr verbleiben.
Gärtner war nach dem Siebenjährigen Krieg als Direktor der Administrationskommission und der Rechnungskommission zusammen mit Kanzler Aemilius Ludwig Hombergk zu Vach maßgeblich am Wiederaufbau der Universität Marburg beteiligt. 1766/1667 war er Deputierter bei den Verhandlungen zwischen Hessen-Kassel und Hessen-Darmstadt, 1773 kaiserlicher Subdelegat in der Solms-Braunfelsischen Debitsache. Bereits 1771 hatte er sein Amt als Advokatus fisci niedergelegt.
Gärtner wurde um 1773 Direktor bei der Regierung, dem Konsistorium und dem Pupillenkollegium in Marburg. 1780 erhielt er die Ernennung zum Geheimen Regierungsrat und 1782 schließlich jene zum Geheimen Rat.

## Werke (Auswahl)
- Abhandlung von denen in alter Batzen Wehrung ehedem ausgeliehenen Captalien und andern dergleichen Forderungen, deren Verzinß- und dereinstige Ablegung in jetziger Münze, besonders im Oberfürstenthum Marburg; samt angefügten XIII Reductions-Tabellen zum nützlichen Gebrauch vor Aufsehers über publique Rechnungen, Beamte, Castenmeisters, Glaubiger und Schuldner, entworfen von einem Arbeiter zum Gemeinen Besten, Müller und Weldige, Marburg 1771.
- Meditationum practicarum ex iure communi et Hassiaco secund. ord. pandectarum specimen ..., 2 Bände, Krieger, Marburg 1785.
- Abhandlung wie die in vorigen Zeiten im Reichs-Zinnischen- und Leipziger Münz-Füßen ausgeliehene Capitalien und andere Schuldigkeiten nebst Zinsen in dermahliger Niederheßischen Währung nach dem 20 fl. Fuß ... zu erhöhen ... sind, Neue Akademische, Marburg 1787.